# 卡爾特巴赫河
48°18′07″N 11°30′12″E / 48.3018456°N 11.503448°E

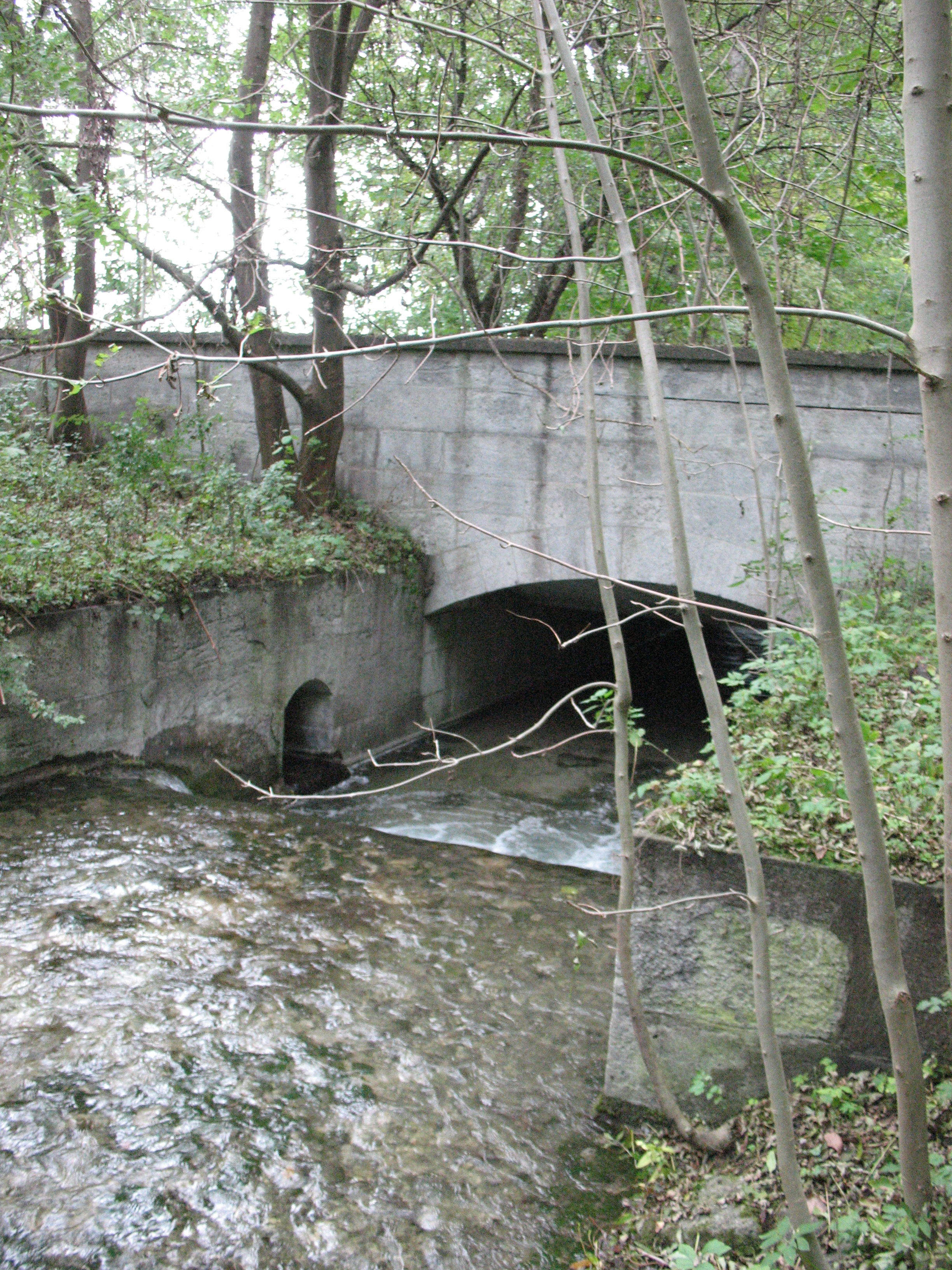

卡爾特巴赫河（德語：Kalterbach），是德國的河流，位於該國東南部，由巴伐利亞負責管轄，屬於安珀河的右支流，河道全長11公里，流經慕尼黑、達豪、上施萊斯海姆和黑伯茨豪森。